# Геноміка

Схематична каріограма людини. Дає огляд геному людини з пронумерованими парами хромосом, його основними змінами протягом клітинного циклу (угорі по центру) і мітохондріальним геномом у масштабі (внизу ліворуч).

Клітина — Клітинне ядро — Хромосома — ДНК — Ген

Геноміка — це наука, розділ генетики та біоінформатики, що досліджує повний набір генів в організмі (геном), включаючи їх організацію, функції та взаємодію.

## Історія

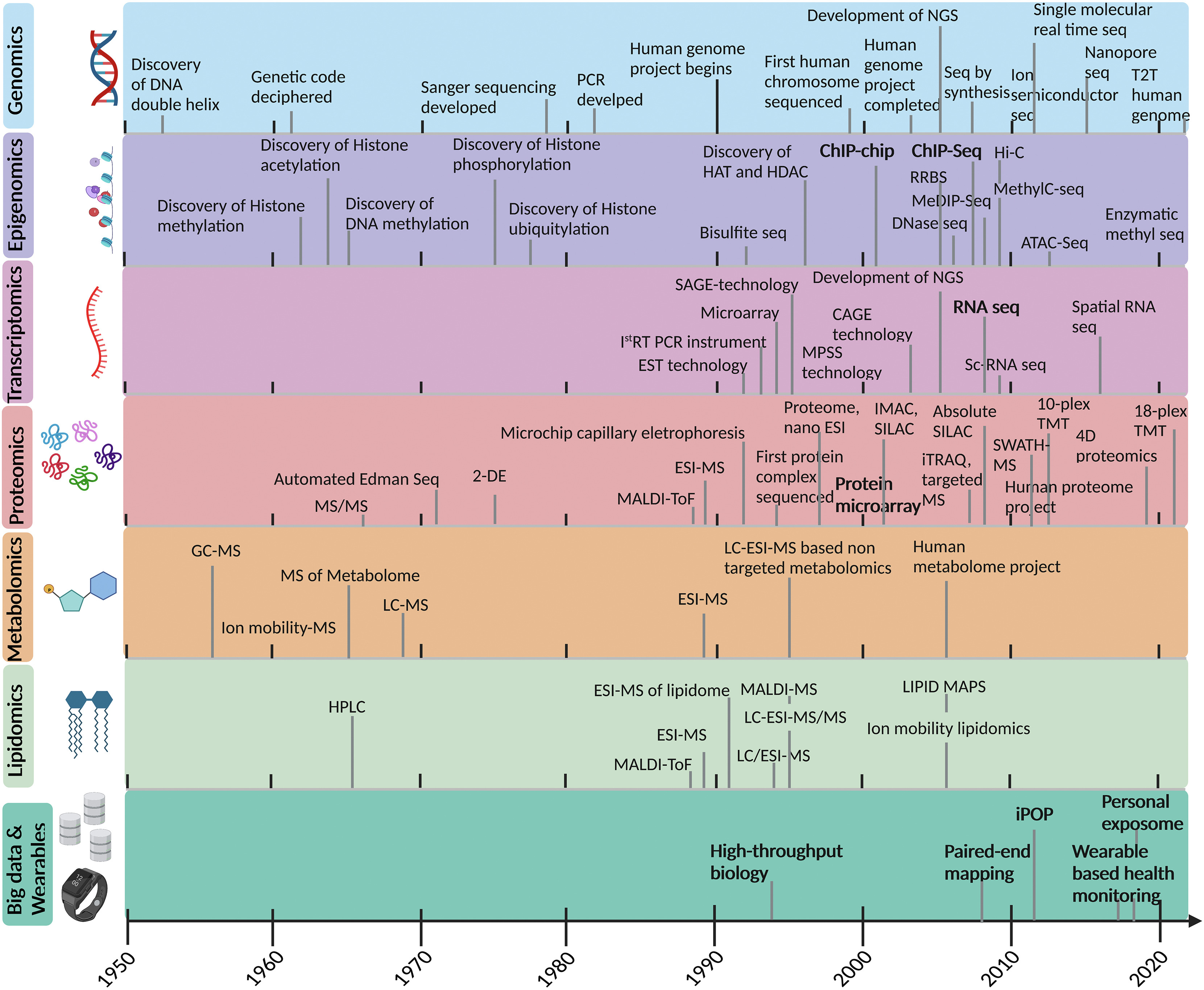
Хронологія основних технологічних розробок і віх в геноміці та інших оміксних технологіях.

Основи геноміки можна простежити до відкриття ДНК як спадкового матеріалу Освальдом Евері в 1944 році та визначення структури подвійної спіралі ДНК Джеймсом Вотсоном і Френсісом Кріком у 1953 році.
Перший метод секвенування ДНК, розроблений Алланом Максамом і Волтером Гілбертом, і метод обриву ланцюга, розроблений Фредеріком Сенгером, — з’явились в 1977 році. Ці методи зробили секвенування цілих геномів можливим.
Перший повний секвенований геном був геном віруса бактеріофага φX174 у 1977. Перший бактеріальний геном, Haemophilus influenzae, був секвенований у 1995. Ці проекти продемонстрували, що секвенування повного геному можливе.
Проект геному людини: цей міжнародний дослідницький проект, розпочатий в 1990 році та завершений в 2003 році, мав на меті скласти карту всього геному людини. Проект значно розкрив наше розуміння геному людини та стимулював розвиток нових технологій.
Розвиток технологій секвенування наступного покоління в середині 2000-х років здійснив революцію в геноміці, різко збільшивши пропускну здатність і знизивши вартість.
З постійним розвитком технологій секвенування та інструментів біоінформатики геноміка стала однією з центральних дисциплін в біологічних і медичних дослідженнях, зокрема в генетичній інженерії та персоналізованій медицині.

## Принципи
Геноміка — це дисципліна, яка керується кількома основними принципами, багато з яких відображають ширші принципи генетики, але застосовуються в масштабі всього геному.

### Структура та організація геному
Геном кожного організму структурований і організований певним чином. Наприклад, в еукаріотів геноми організовані в хромосоми, які складаються з ДНК, щільно намотаної навколо білків гістонів. Ця організація впливає на експресію та функцію генів.

### Генетичні варіації
Геноми не статичні; вони можуть відрізнятися між особинами одного виду внаслідок мутації, генетичної рекомбінації та інших еволюційних процесів. Ця генетична варіація може впливати на риси організму і є основним предметом вивчення геноміки.

### Функціональна геноміка
Не всі ділянки геному кодують білки. Функціональні ділянки геному включають кодуючі ділянки (гени), регуляторні ділянки та некодуючі послідовності ДНК. Геноміка прагне зрозуміти функцію цих областей у контексті всього геному.

### Динаміка та еволюція геному
Геноми змінюються з часом, і ці зміни можна простежити в історії еволюції. Геноміка може дати розуміння цих еволюційних процесів і того, як вони сформували геноми сучасних організмів.

### Системна біологія
Геноміка діє в ширшому контексті системної біології, яка розглядає взаємодію між усіма частинами біологічної системи. Геномні дані можна використовувати для розуміння цих взаємодій і нових властивостей, які з них виникають.

### Аналіз даних і біоінформатика
Величезний обсяг даних, отриманих завдяки геномним дослідженням, потребує складного аналізу даних і методів біоінформатики. Ці методи використовуються для секвенування геномів, анотування генів, аналізу експресії генів та виконання інших обчислювальних завдань.

## Технології та методики

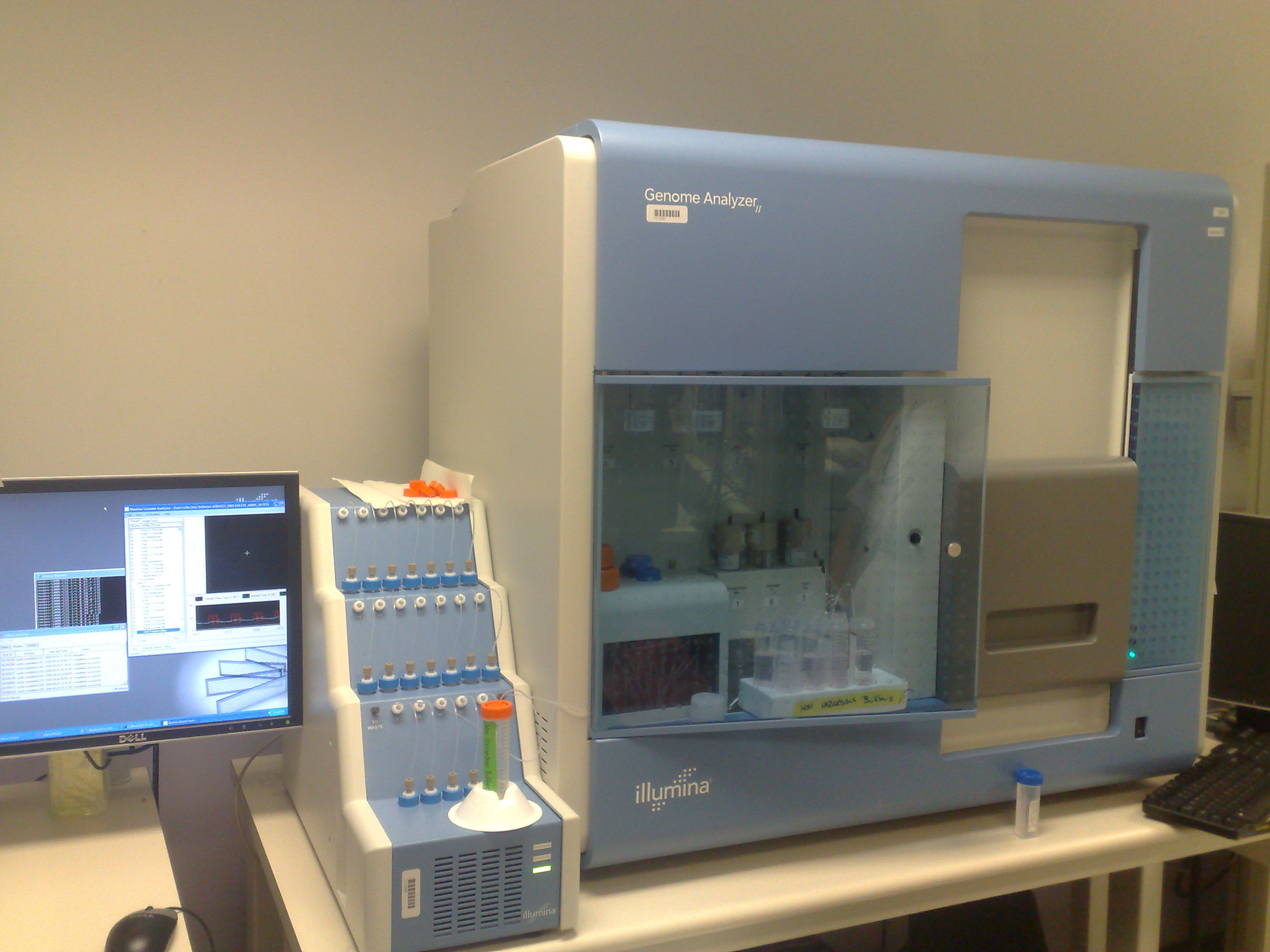
Апарат для секвенування Illumina

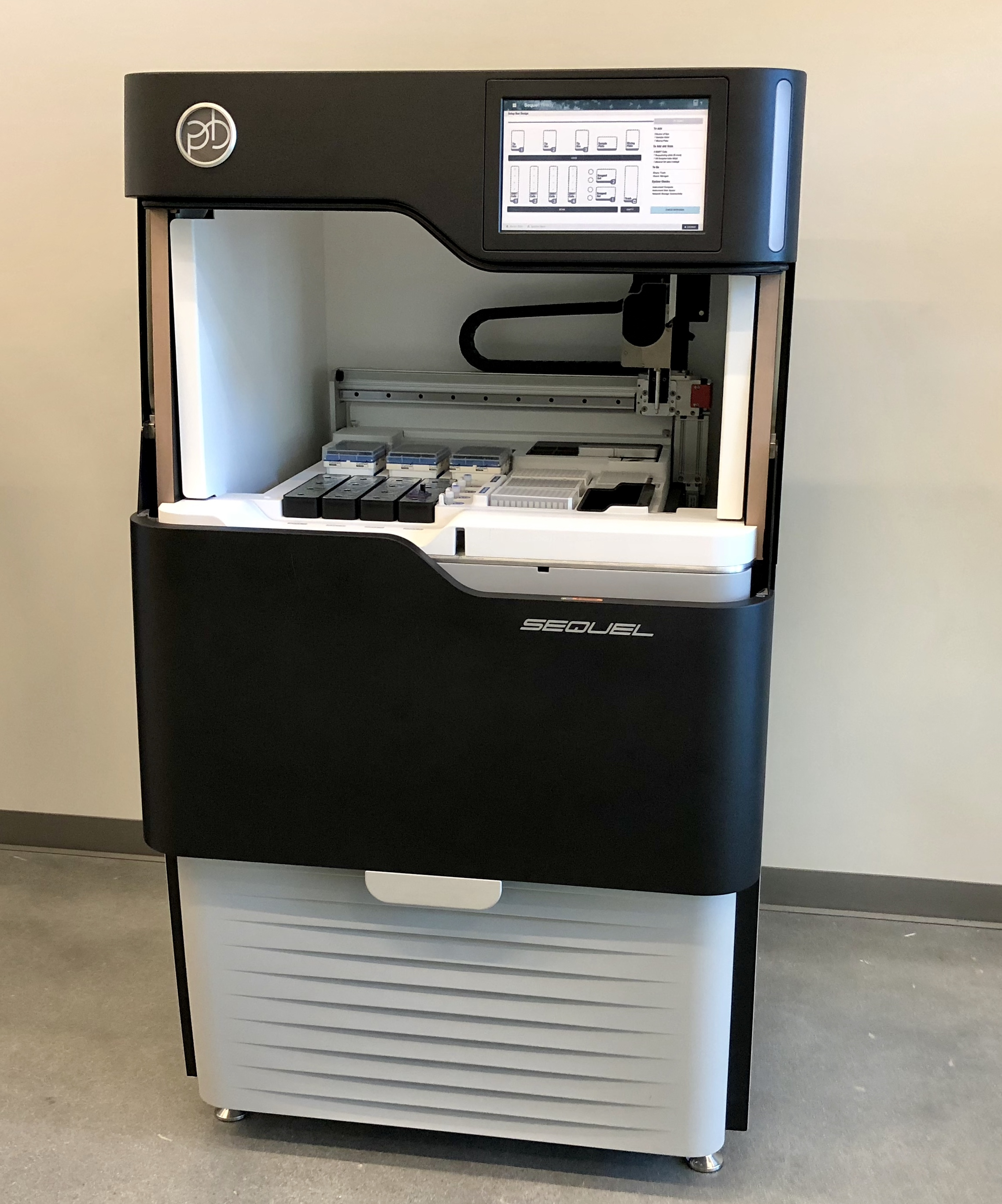
Апарат для секвенування Pacific Biosciences

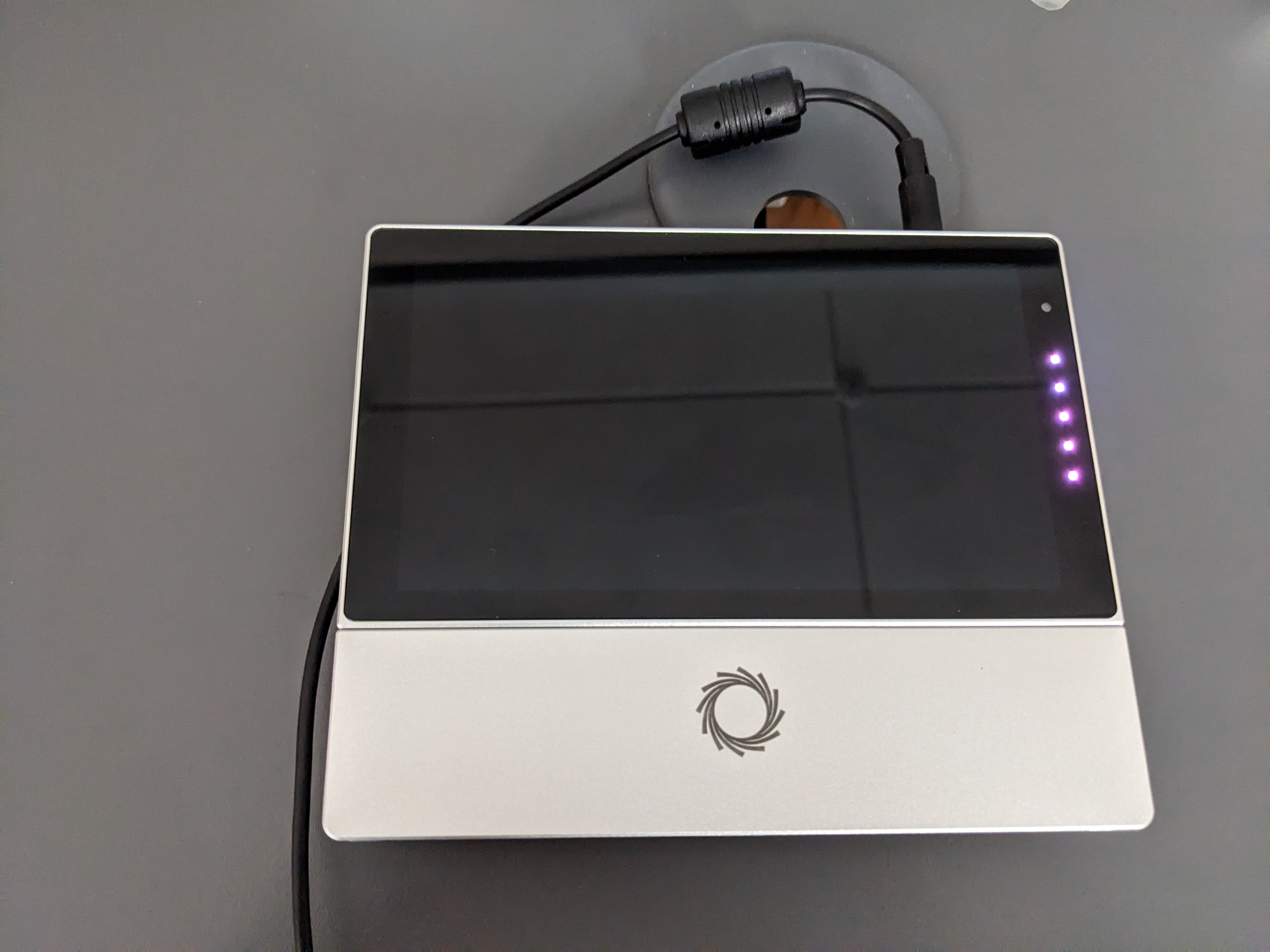
Секвенсор Oxford Nanopore Technologies Mk1c

Розвиток геноміки значно сприяв розвитку технологій і методів, які зробили можливим секвенувати, аналізувати та маніпулювати геномами у великому масштабі.

### Секвенування ДНК
Було розроблено декілька методів визначення порядку нуклеотидів у послідовності ДНК. Секвенування Сангера було одним із найперших методів, що використовувалися, і все ще використовується сьогодні для невеликих проектів. Однак технології секвенування наступного покоління (NGS), такі як секвенування Illumina, піросеквенування та іонне напівпровідникове секвенування, значною мірою витіснили секвенування Сангера для великомасштабних проектів завдяки їх високій пропускній здатності. Технології секвенування третього покоління, такі як секвенування Oxford Nanopore та одномолекулярне секвенування в реальному часі (SMRT або PacBio-секвенування), пропонують секвенування в реальному часі та можливість секвенування більшої довжини зчитувань.

### Геномна анотація та біоінформатика
Після секвенування генома його необхідно {{, щоб ідентифікувати гени та інші функціональні елементи. Це досягається за допомогою інструментів біоінформатики, які використовують обчислювальні алгоритми для прогнозування розташування та функцій генів. Крім того, біоінформатика є невід’ємною частиною управління та аналізу великих наборів даних, створених геномними дослідженнями.

### Технології редагування генома
Такі методи редагування генома, як CRISPR-Cas9, TALEN і ZFN, використовуються для внесення специфічних змін у геном живих клітин. Ці інструменти зробили революцію в геноміці, дозволивши дослідникам досліджувати функцію конкретних генів і створювати модельні організми з певними генетичними модифікаціями.

### Методи аналізу експресії генів
Ці методи використовуються для вимірювання рівнів експресії генів у геномі. Мікрочипи були однією з перших високопродуктивних технік, розроблених для цієї мети. Зовсім недавно секвенування РНК (RNA-Seq) стало методом вибору завдяки своїй здатності вимірювати експресію генів з високою чутливістю та точністю, а також ідентифікувати нові транскрипти.

## Застосування
Галузь геноміки має широке застосування в різних секторах, сприяючи прогресу в охороні здоров’я, наукових дослідженнях, сільському господарстві та екології.

### Охорона здоров'я
- Геномна медицина: геноміка зробила революцію в охороні здоров’я, уможлививши персоналізовану медицину. Геномні дані можуть допомогти передбачити сприйнятливість людини до певних захворювань, скласти плани лікування та полегшити стратегії профілактики захворювань.[28][29][30] (Див. також Медична генетика)
  - Фармакогеноміка: це дослідження того, як гени впливають на реакцію людини на певні ліки. Розуміючи індивідуальні генетичні варіації, постачальники медичних послуг можуть призначати персоналізовані — більш ефективні та безпечні дози ліків.[31][32][33][34]
  - Геноміка захворювань: геномні технології забезпечили глибоке розуміння генетичної основи різних захворювань. Розуміння геномних змін, які, наприклад, викликають рак, може керувати діагностикою, прогнозом і лікуванням.[35][36]
  - Нутрігеноміка: це дослідження впливу харчових продуктів і харчових компонентів на експресію генів. Ця сфера зосереджена на виявленні та розумінні взаємодії на молекулярному рівні між поживними речовинами та іншими дієтичними біоактивними речовинами з геномом. Розуміння цих взаємодій може призвести до персоналізованих дієтичних рекомендацій і харчових втручань на основі персональних цілей щодо експерсії тих чи інших генів.[37][38][39] (Див. також Нутрігенетика)

### Наукові дослідження

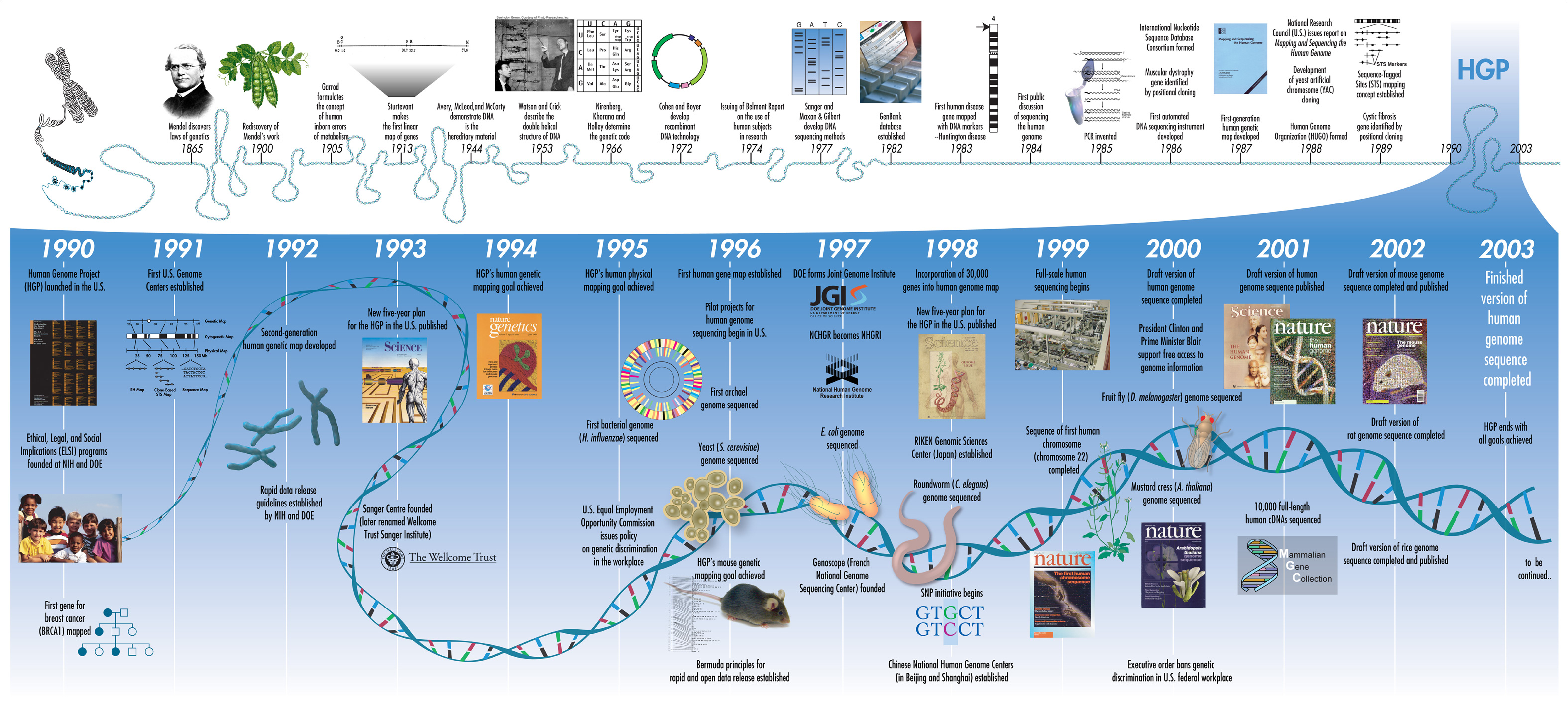
Хронологія проекту геному людини

- Модельні організми: геноміка дозволяє вивчати модельні організми, щоб зрозуміти біологічні процеси, які також можуть відбуватися в організмі людини.[40]
- Проект геному людини: цей монументальний проект, завершений у 2003 році, секвенував весь геном людини та проклав шлях до численних наукових досягнень у розумінні біології та хвороб людини.[10]

### Сільське господарство
- Покращення сільськогосподарських культур: Геномні інструменти використовуються для підвищення врожайності сільськогосподарських культур, їх харчової цінності та стійкості до шкідників і хвороб, допомагаючи задовольнити потреби зростаючого населення світу в продуктах харчування.[41][42][43][44][45][46]
- Розведення худоби: геноміка допомагає в розведенні тварин, дозволяючи відбирати тварин із бажаними ознаками, таким чином підвищуючи продуктивність і стійкість до хвороб.[47]

### Екологія

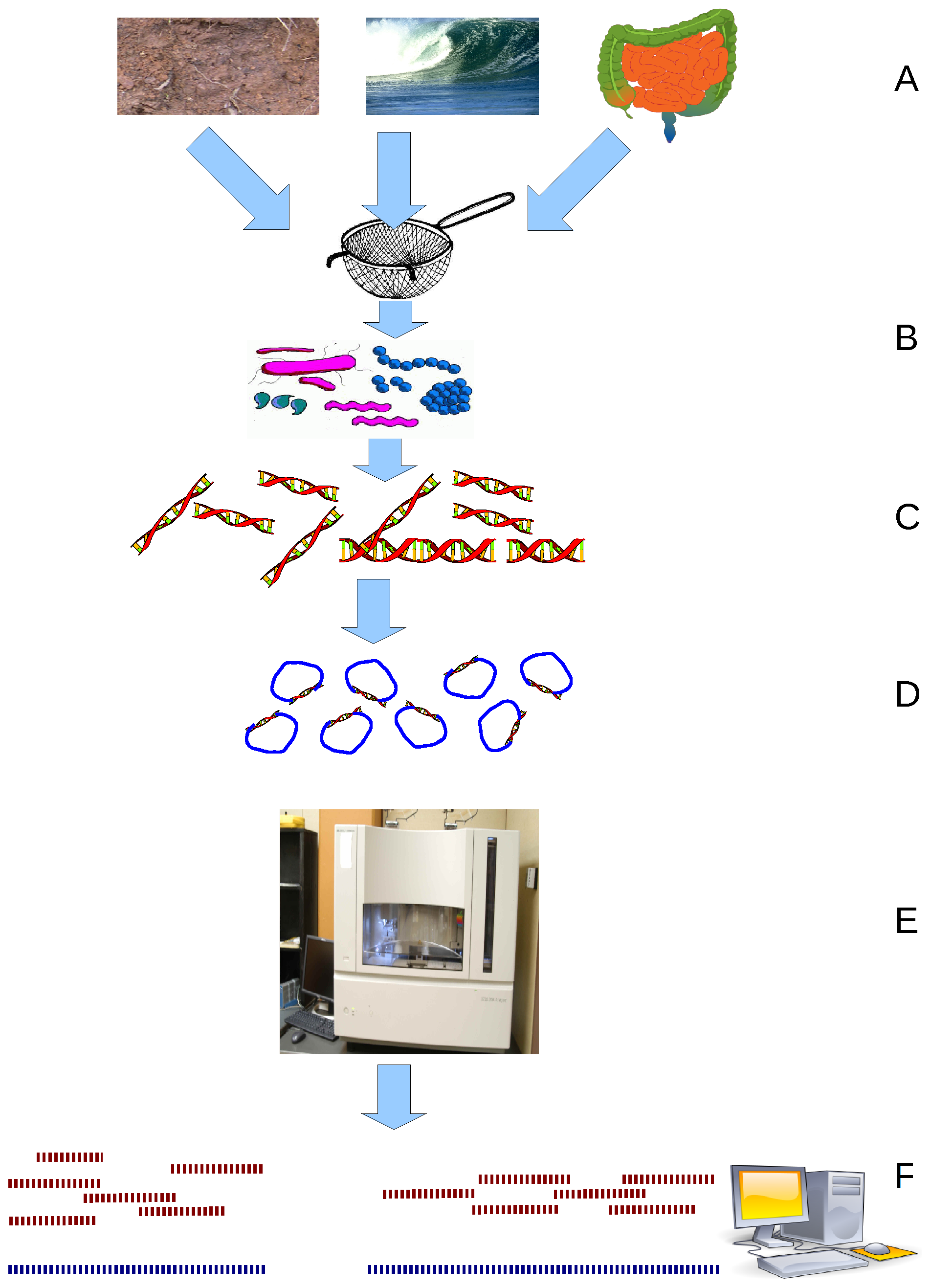
Екологічна метагеноміка (Environmental Shotgun Sequencing (ESS)). (A) Відбір зразків із середовища існування; (B) фільтрація частинок, як правило, за розміром; (C) екстракція та лізис ДНК; (D) клонування та бібліотека; (E) секвенування клонів; (F) послідовне складання.

- Метагеноміка: це дослідження генетичного матеріалу, отриманого безпосередньо із зразків навколишнього середовища чи мікробіомів організмів. Це дозволяє дослідникам вивчати спільноти організмів у їхньому природному середовищі.
- Екологічна геноміка: геноміка може допомогти зрозуміти, як організми взаємодіють із навколишнім середовищем, надаючи розуміння кліматичних змін, забруднення та інших екологічних проблем.[48]

## Перспективні технології
У міру того як галузь геноміки продовжує розвиватися, кілька нових технологій обіцяють подальшу революцію в нашому розумінні геному.

### Одноклітинна геноміка
Одноклітинна геноміка дозволяє аналізувати геномний вміст окремих клітин. Ця технологія дає змогу зрозуміти генетичну та епігенетичну гетерогенність у тканинах і може виявити унікальну клітинну поведінку, яку можна усереднити під час масового аналізу.

### Геномні інструменти на основі CRISPR
Розробка систем CRISPR-Cas революціонізувала нашу здатність редагувати геноми. Крім того, адаптація цих систем дозволяє здійснювати цілеспрямовані модифікації та маніпуляції з епігеномом (див. також Епігеноміка), транскриптомом і навіть протеомом, таким чином розширюючи інструментарій, доступний геномним дослідникам.

### Штучний інтелект та машинне навчання
Застосування методів штучного інтелекту та машинного навчання до геномних даних може допомогти виявити закономірності та зробити прогнози, які людям було б неможливо помітити. Ці інструменти можуть допомогти в інтерпретації складних геномних даних і прискорити відкриття.

### Просторова геноміка
Технології просторової геноміки поєднують геномну інформацію з просторовою інформацією про те, де в тканині чи клітині відбувається геномна активність. Ці методи дозволяють вивчати просторову організацію геномів у їхніх рідних контекстах, надаючи більш повне уявлення про геномну функцію.

### Мультиоміка

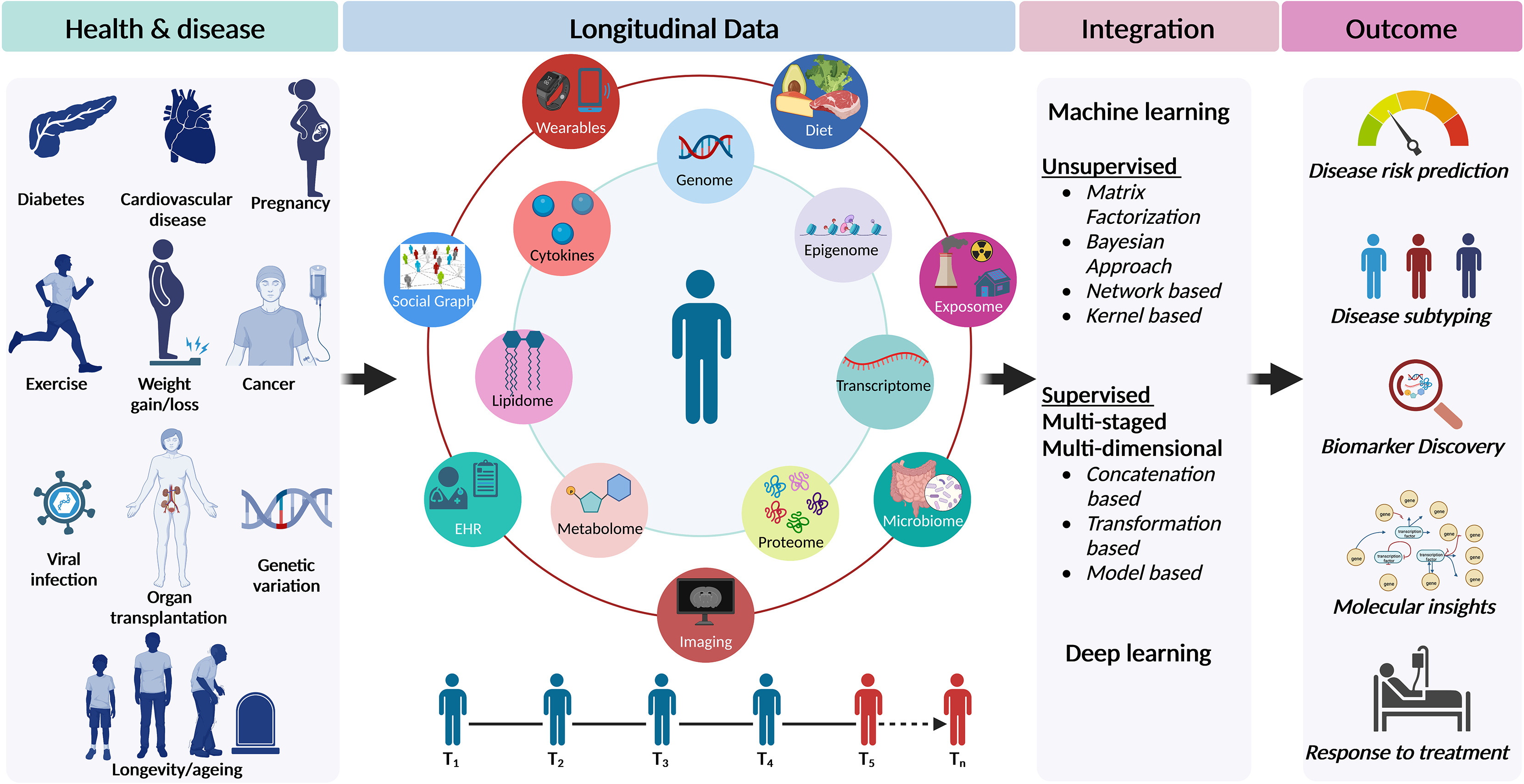
Інтеграція різних даних оміксних технологій та інших даних в мультиоміці.

Мультиоміка — це комплексне дослідження та аналіз даних багатьох оміксних технологій (геноміка, епігеноміка, транcкриптоміка, протеоміка, метаболоміка, інтерактоміка та інші). Такий підхід дозволяє вийти за рамки редукціонстського підходу та побачити цілісну картину процесів, що відбуваються в клітині.

## Додаткова література

### Книги
- Серія книг Population Genomics (Springer Nature, 2019-2023+)
- Серія книг Compendium of Plant Genomes (Springer Nature, 2014-2023+)
- Roy Sanjiban Sekhar; Taguchi Yoshihiro, ред. (2022). Handbook of machine learning applications for genomics. Studies in Big Data. Singapore: Springer Nature. ISBN 978-981-16-9157-7.
- Dutheil Julien Y., ред. (2020). Statistical Population Genomics. Methods in Molecular Biology (англ.) 2090. New York, NY: Springer US. ISBN 978-1-0716-0198-3.
- Anisimova Maria, ред. (2019). Evolutionary Genomics: Statistical and Computational Methods. Methods in Molecular Biology (англ.) 1910. New York, NY: Springer New York. ISBN 978-1-4939-9073-3.
- Геном. Автобіографія виду у 23 главах / М. Рідлі; [пер. з англ. О. Реви, З. Лобач]. — Київ: КМ-БУКС, 2018. — 408 с. — ISBN 617-7489-67-1.
- Генетика людини: навчальний посібник для студентів вищих навчальних закладів. Сиволоб А. В., Рушковський С. Р. — Київ: «Академія», 2014. 325 с.
- А. В. Сиволоб (2008). Молекулярна біологія (PDF). К: Видавничо-поліграфічний центр "Київський університет". с. 368-370. Архів оригіналу (PDF) за 4 березня 2016. Процитовано 27 березня 2016.
- Setubal João Carlos; Stoye Jens; Stadler Peter F. (2018). Comparative genomics: methods and protocols. Methods in molecular biology. New York, NY: Humana Press. ISBN 978-1-4939-7461-0.
- Kaufmann Michael; Klinger Claudia; Savelsbergh Andreas (2017). Functional genomics: methods and protocols. Methods in molecular biology (3rd edition). New York, NY: Humana Press. ISBN 978-1-4939-7230-2.

### Журнали
- BMC Genomics (BioMed Central)
- Genomics (Elsevier)
- Pharmacogenetics and Genomics
- Molecular Genetics and Genomics (Springer Nature)
- Annual Review of Genomics and Human Genetics (Annual Reviews)
- Physiological Genomics
- Pharmacogenomics
- The Pharmacogenomics Journal (сайт, Nature Portfolio)
- Functional and Integrative Genomics (Springer Nature)
- Briefings in Functional Genomics (Oxford University Press)
- Current Genomics (Bentham Science Publishers)
- BMC Medical Genomics (BioMed Central)
- Journal of Genetics and Genomics
- Genomics, Proteomics and Bioinformatics
- Human Genomics (BioMed Central)
- Public Health Genomics
- Microbial Genomics
- Marine Genomics (Elsevier)
- Pharmacogenomics and Personalized Medicine
- Lifestyle Genomics